# DR Koncertkoret
DR KoncertKoret (tidligere DR Radiokoret) er et professionelt vokalensemble, der er tilknyttet DR (Danmarks Radio). Dannet i 1932 som koncertkor til DR SymfoniOrkestret. Har medvirket ved Torsdagskoncerter med værker som Verdis Requiem, Beethovens Missa solemnis, Carl Orffs Carmina burana, Hans Werner Henzes Medusas Tømmerflåde og talrige danske uropførelser, bl.a. Per Nørgårds 3. symfoni.

## Tilknyttede dirigenter
- Fritz Mahler (1934 – 36)
- Cai Vendelboe-Jensen (1936-37)
- Martellius Lundquist (1937 – 45)
- John Frandsen (1945-47)
- Mogens Wöldike
- Svend S. Schultz (1949 – 1983)
- John Alldis (1972-77)
- Per Enevold (1985 - 1988)
- Stefan Parkman (1989 – 2002).